# 苏联民航2306号班机空难
苏联民航2306号班机是一班由苏联民航运营自沃尔库塔经停瑟克特夫卡尔飞往莫斯科的定期国内航班。 1986年7月2日，该机在自瑟克特夫卡爾起飞后不久返航进行紧急着陆的过程中坠毁，机上92人中有54人遇难。

## 事故经过
涉事班机在自瑟克特夫卡尔起飞后爬升至5600米（18400英尺）左右时，后货舱的烟雾警报响起。机长遂命令飞行工程师去确认警报。而他自己也违反规定随同飞行工程师前往查看。返回驾驶舱后，机长令副驾驶去扑灭火灾。他自己则进行紧急下降并驾机折返至距离140千米的瑟克特夫卡尔。 在飞机自6700米下降的过程中，副驾驶和飞行工程师正在奋力扑灭火灾，然而机长和导航员却都待在驾驶舱里。 当飞机下降至1000米（3280英尺）的高度时，副驾驶和飞行工程师返回驾驶舱，告诉机长尽管他们两个灭火器都开了，火还是无法扑灭。机长决定立刻着陆并向空管通报了他的决定。 此时，烟雾进入客舱，使得乘客们出现咳嗽，窒息，咽喉出血等症状，部分乘客因而昏厥。
飞机最后于瑟克特夫卡尔75公里外的一片茂密的混交林中着陆。 机身在撞树后解体，残骸被随之而来的大火摧毁。

## 涉事飞机
涉事飞机是一架图波列夫图-134A，1978年出厂，注册号为SSSR-65210。 事发时，该机已经执行过7989次航班，飞行总时数13988小时。